# Angelica canbyi
Angelica canbyi är en flockblommig växtart som beskrevs av John Merle Coulter och Joseph Nelson Rose. Angelica canbyi ingår i släktet kvannar, och familjen flockblommiga växter. Inga underarter finns listade i Catalogue of Life.